# Three Forks (Oregon)
Three Forks az Amerikai Egyesült Államok északnyugati részén, Oregon állam Grant megyéjében elhelyezkedő önkormányzat nélküli település.